# El Camino: A Breaking Bad Movie
El Camino: A Breaking Bad Movie, of kortweg El Camino, is een Amerikaans misdaaddrama uit 2019 dat geschreven en geregisseerd werd door Vince Gilligan. De film is een vervolg op de televisieserie Breaking Bad (2008–2013). De hoofdrol wordt vertolkt door Aaron Paul.

## Verhaal
Jesse Pinkman is net bevrijd uit de greep van zijn gijzelhouders en doet er alles aan om zijn herwonnen vrijheid te behouden terwijl hij op de hielen wordt gezeten door de politie.

## Rolverdeling
| Acteur            | Personage               |
| ----------------- | ----------------------- |
| Aaron Paul        | Jesse Pinkman           |
| Charles Baker     | Skinny Pete             |
| Matt L. Jones     | Brandon "Badger" Mayhew |
| Jesse Plemons     | Todd Alquist            |
| Robert Forster    | Ed                      |
| Tess Harper       | Mrs. Pinkman            |
| Michael Bofshever | Mr. Pinkman             |
| Scott MacArthur   | Neil                    |
| Scott Shepherd    | Casey                   |
| Tom Bower         | Lou                     |
| Larry Hankin      | Old Joe                 |
| Kevin Rankin      | Kenny                   |
| Jonathan Banks    | Mike Ehrmantraut        |
| Bryan Cranston    | Walter H. White         |
| Krysten Ritter    | Jane Margolis           |

## Productie

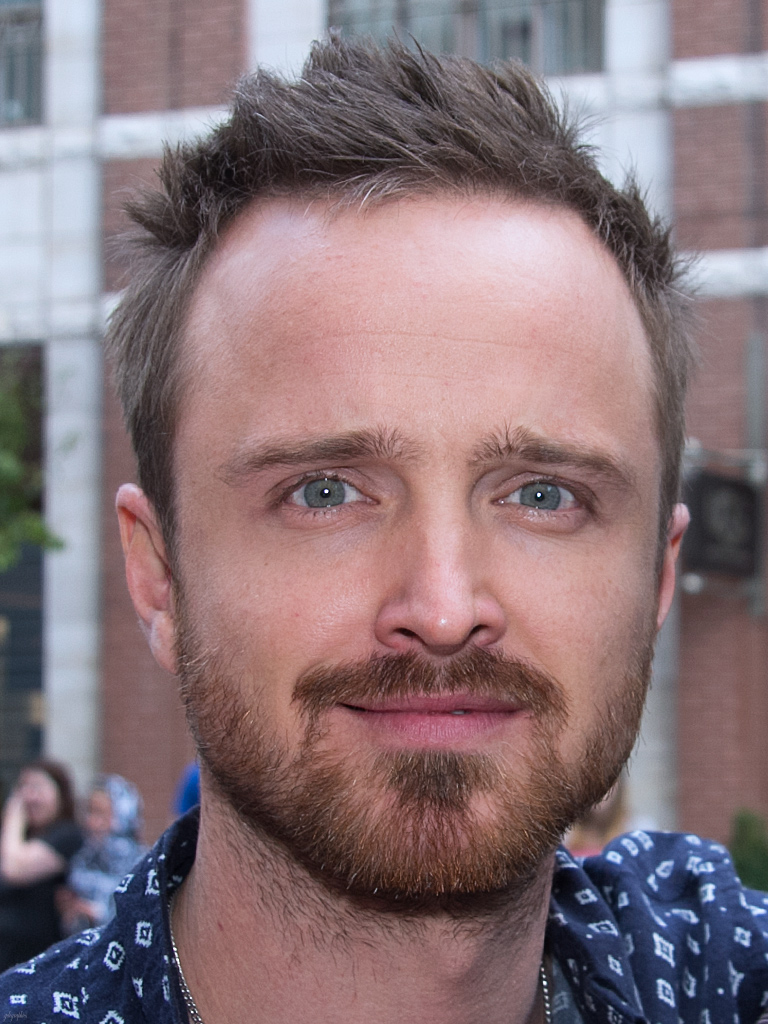
Acteur Aaron Paul kroop voor de film opnieuw in de huid van zijn Breaking Bad-personage Jesse Pinkman.

Van 2008 tot 2013 zond zender AMC de televisieserie Breaking Bad uit. Vanaf het vierde seizoen werd de serie ook via streamingdienst Netflix gedistribueerd en nam de populariteit van de serie exponentieel toe. In 2015 kreeg de misdaadreeks met Better Call Saul op AMC en Netflix een spin-off, die tegelijkertijd als prequel kan worden gezien, met Saul Goodman, een nevenpersonage uit de oorspronkelijke serie, als protagonist.
Vince Gilligan, bedenker van Breaking Bad, bedacht het idee voor El Camino tijdens de productie van het laatste seizoen van de oorspronkelijke serie. Hij begon zich af te vragen hoe het leven van het personage Jesse Pinkman zou zijn na de serie en kreeg zo interesse in een nieuw project rond het personage. Omstreeks 2017, in de aanloop naar de tiende verjaardag van het eerste seizoen van Breaking Bad, bracht Gilligan zijn vroegere productiemedewerkers op de hoogte van zijn idee. Aanvankelijk overwoog hij om een korte film van vijf minuten over Jesse te maken. Acteur Aaron Paul werd in dezelfde periode door Gilligan voor het eerst benaderd om een vervolg op de serie te maken.
In november 2018 werd voor het eerst in de Amerikaanse filmpers bericht dat er aan een filmsequel van Breaking Bad gewerkt werd, met Paul opnieuw in de rol van Jesse Pinkman. Diezelfde maand bevestigde Bryan Cranston, de hoofdrolspeler uit de oorspronkelijke serie, dat er plannen waren voor een filmsequel en dat hij bereid was om voor het project opnieuw in de huid te kruipen van zijn personage Walter White. Enkele weken voor de première van de film onthulde acteur Jonathan Banks dat hij een rol had in El Camino.
De opnames voor de film vonden omstreeks november 2018 plaats in Albuquerque (New Mexico). Volgens Paul werd er gefilmd onder de werktitel Greenbrier en hadden de plaatselijke media pas aan het einde van de opnames in de smiezen dat het om een Breaking Bad-sequel ging. Cameraman Marshall Adams nam de film op in anamorf breedbeeld (2,39:1).

## Release en titel
In februari 2019 raakte bekend dat de film door Netflix en AMC zou uitgebracht worden. Op 24 augustus 2019 onthulde de Netflix de titel, poster en trailer van de film. De titel, El Camino: A Breaking Bad Movie, is een verwijzing naar de Chevrolet El Camino waarin het personage Jesse Pinkman wegvlucht. El Camino is ook Spaans voor 'de weg' of 'het pad', wat eveneens een verwijzing is naar Jesse die het hazenpad kiest.
De première van El Camino: A Breaking Bad Movie vond op 7 oktober 2019 plaats in Los Angeles. De film werd op 11 oktober 2019 ook uitgebracht via Netflix en in een beperkt aantal Amerikaanse bioscopen.